# Монтескьё-Гитто
Монтескьё-Гитто́ (фр. Montesquieu-Guittaut, окс. Montesquiu de Guitaud) — коммуна во Франции, находится в регионе Юг — Пиренеи. Департамент — Верхняя Гаронна. Входит в состав кантона Л’Иль-ан-Додон. Округ коммуны — Сен-Годенс.
Код INSEE коммуны — 31373.

## География
Коммуна расположена приблизительно в 630 км к югу от Парижа, в 65 км к юго-западу от Тулузы.
По территории коммуны протекают реки Сав и Ларжо.

## Климат
Климат умеренно-океанический. Зима мягкая и снежная, весна характеризуется сильными дождями и грозами, лето сухое и жаркое, осень солнечная. Преобладают сильные юго-восточные и северо-западные ветры.

## Население
Население коммуны на 2010 год составляло 155 человек.
| 1962 | 1968 | 1975 | 1982 | 1990 | 1999 | 2010 |
| ---- | ---- | ---- | ---- | ---- | ---- | ---- |
| 202  | 182  | 172  | 146  | 108  | 123  | 155  |

## Администрация
| Период | Период | Фамилия         | Партия | Примечания |
| ------ | ------ | --------------- | ------ | ---------- |
| 1989   | 2014   | Даниэль Монрежо |        |            |
| 2014   | 2020   | Патрик Боше     |        |            |

## Экономика
В 2010 году среди 87 человек трудоспособного возраста (15—64 лет) 66 были экономически активными, 21 — неактивными (показатель активности — 75,9 %, в 1999 году было 68,9 %). Из 66 активных жителей работали 60 человек (35 мужчин и 25 женщин), безработных было 6 (3 мужчин и 3 женщины). Среди 21 неактивных 6 человек были учениками или студентами, 8 — пенсионерами, 7 были неактивными по другим причинам.

## Достопримечательности
- Церковь Св. Экзуперия
- Церковь Св. Иоанна Евангелиста